# Hintham
Hintham (Rosmalens: Hintum) is een stadsdeel in de gemeente 's-Hertogenbosch, in de Nederlandse provincie Noord-Brabant. Het stadsdeel is geleidelijk binnen de bebouwde kom van 's-Hertogenbosch komen te liggen. Hintham bestaat uit de wijken Hintham Noord en Hintham Zuid. De wijken worden van elkaar gescheiden door de straat Hintham.
Voor de gemeentelijke herindeling van 1996 viel Hintham onder de gemeente Rosmalen. In tegenstelling tot Rosmalen, Empel en Meerwijk, Engelen en Bokhoven is Hintham nooit een zelfstandige gemeente geweest. Dit geldt ook voor Kruisstraat en Maliskamp.

## Bezienswaardigheden
De Heilige-Annakerk aan Hintham 41 is een neogotische kruisbasiliek uit 1910, ontworpen door de Bossche architect W.Th. van Aalst. Het ontwerp werd geïnspireerd door de kerk van Aillant-sur-Tholon, die door Viollet-le-Duc was ontworpen en als voorbeeld moest dienen voor Franse neogotische dorpskerken. De bakstenen kerk heeft een toren die aan de westzijde van het schip is geplaatst en vier geledingen telt. Het interieur was oorspronkelijk gepolychromeerd maar is later versoberd. De kerk kent onder meer een aantal fraaie glas-in-loodramen uit 1913, door diverse kunstenaars vervaardigd in het atelier van Joep Nicolas. Deze zijn van 1991-1992 gerenoveerd.

## Verkeer en vervoer
Hintham heeft twee ontsluitingswegen: de straat Hintham zelf en Tweeberg. Beide straten veranderen van naam zodra de grens van Hintham bereikt wordt. Hintham gaat in het oosten over in de Graafsebaan en in het westen in de Graafseweg. De Tweeberg gaat over in de Stadionlaan.
Bij Hintham komen twee rijkswegen bij elkaar, te weten de A2 en de A59. Deze komen samen bij Knooppunt Hintham. Hintham is bereikbaar via de aansluiting Rosmalen/Berlicum van de A59.

### Openbaar vervoer
Er zijn in Hintham drie buslijnen: de lijn 90 richting Oss, de lijn 3 richting Rosmalen en de lijn 158 richting Veghel via Berlicum en Heeswijk.

## Trivia
- Hintham wordt in Bosch' en Rosmalens dialect uitgesproken als Hintum.
- Hintham werd vroeger geschreven als Hinthū.
- De carnavalsnaam van Hintham is Oetelhoazendam.

## Nabijgelegen kernen
's-Hertogenbosch, Rosmalen, Maliskamp

## Geboren
- Jkvr. Mary Edith Imkamp-van der Does de Willebois (1930), beeldhouwer